# ماري لو نحاس
ماري لو نحاس (من مواليد 7 سبتمبر 1989) هي ممثلة وعارضة وناشطة أمريكية لبنانية اشتهرت بلعب دور السجينة المصرية المولد شاني عبود في الموسم السابع من مسلسل البرتقالي هو الأسود الجديد. بُثَّ الموسم السابع على نتفلكس في يوليو 2019.
شاركت في التصفيات النهائية لملكة جمال لبنان لعام 2012. في أغسطس 2020، ظهرت نحاس على غلاف ماري كلير العربية.

## العمل النضالي
بعد حصولها على درجة الماجستير، انتقلت إلى مدينة نيويورك لمتابعة مسيرتها المهنية في التمثيل في المسرح والسينما.
في عام 2019، أُعلن عن مشاركتها في مؤتمر ستيب 2020 في دبي، وهو مهرجان تقني للشركات الناشئة والتمويل وريادة الأعمال. كان من المقرر أن تلقي خطابًا كجزء من مجموعة المتحدثين في المؤتمر.
دائمًا ما تتحدث ماري في موضوع ختان الإناث وتطالب بإنهاء تشويه الأعضاء التناسلية الأنثوية، وتزور الضحايا في إفريقيا، ولا سيما في ولاية عفر بإثيوبيا، بشراكة مع صندوق الأمم المتحدة للسكان كما تنشر بانتظام على وسائل التواصل الاجتماعي الخاصة بها حول التقدم الإيجابي الذي تم إحرازه للقضاء على هذه الممارسة. كانت الشخصية التي جسَّدت دورها ماري في البرتقالي هو الأسود الجديد ضحية تشويه الأعضاء التناسلية الأنثوية.

## الحياة الشخصية
تتحدث نحاس الإنجليزية والفرنسية والإسبانية والعربية.

## فيلموغرافيا

### الشاشة الكبيرة
| عام  | لقب                      | دور           | ملاحظات           |
| ---- | ------------------------ | ------------- | ----------------- |
| 2015 | ساوث باو                 | السّيدة. ميغيل | لم ينسب لها الدور |
| 2016 | يترك كريج وظيفته اليومية | نادية         |                   |

### الشاشة الصغيرة
| عام  | لقب                       | دور         | ملاحظات                |
| ---- | ------------------------- | ----------- | ---------------------- |
| 2018 | برج يلوح في الأفق         | امرأة مسلمة | الحلقة: "Y2K"          |
| 2019 | سيدتي الوزيرة             | مترجمة      | الحلقة: "حرب بالوكالة" |
| 2019 | البرتقال هو الأسود الجديد | شاني عبود   | 8 حلقات                |
| 2019 | استيقظ                    | ريتا        |                        |

## روابط خارجية
- ماري لو نحاس في قاعدة بيانات الأفلام على الإنترنت